# Harvey Grant
Pour les articles homonymes, voir Grant.
Harvey Grant, né le 4 juillet 1965 à Augusta en Géorgie, est un joueur américain de basket-ball ayant évolué en NBA aux postes d'ailier et d'ailier fort.

## Biographie
Frère jumeau d'Horace Grant, c'est également le père des trois joueurs professionnels Jerai, Jerami et Jerian Grant.